# Quanta Plus
A Quanta Plus egy HTML szerkesztő program KDE-hez. Használható szöveges és grafikus (WYSIWYG) módban is. Jelenleg a KDE része, a kdewebdev csomag tartalmazza.